# الفانسو لیستا، لیفوگائو
الفانسو لیستا، لیفوگائو (به لاتین: Alfonso Lista, Ifugao) یک سکونتگاه مسکونی در فیلیپین است که در ایفوگائو واقع شده‌است.

## خصوصیات
الفانسو لیستا ۳۴۷٫۴۶ کیلومترمربع مساحت و ۲۸٬۴۱۰ نفر جمعیت دارد.